# Laholms pastorat
Laholms pastorat är ett pastorat i Halmstads och Laholms kontrakt i Göteborgs stift i Laholms kommun i Hallands län. 
Pastoratet fick sin nuvarande omfattning 1972 då Laholms stadsförsamling och Laholms landsförsamling slogs samman.
Pastoratet består av följande församlingar:
- Laholms församling
- Skummeslövs församling

Pastoratskod är 081611.